# اوا زایزل
اوا اشتریکر زایزل (به مجاری: Eva Striker Zeisel) یا اوا آمالیا اشتریکر (به مجاری: Éva Amália Striker)؛ (زادۀ ۱۳ نوامبر ۱۹۰۶ میلادی – درگذشتۀ ۳۰ دسامبر ۲۰۱۱ میلادی) یک طراح صنعتی آمریکایی مجارستانی الاصل بود که به خاطر کارش با سرامیک، عمدتاً از دورۀ پس از مهاجرت او به ایالات متحدۀ آمریکا، شهرت داشت. اشکال او اغلب انتزاعی از جهان طبیعی و روابط انسانی است. آثاری از سراسر دوران حرفه‌ای شگرف او در مجموعه‌های موزه‌های مهم در سراسر جهان گنجانده شده‌ است. زایزل خود را یک «سازندۀ چیزهای مفید» معرفی می‌کرد.